# سيدني جونسون (رياضي)
سيدني جونسون (بالإنجليزية: Sidney Johnson)‏ (و. 1877 – القرن 20 م) هو رياضي أمريكي، ولد في أوهايو، شارك في الألعاب الأولمبية الصيفية 1904.

## روابط خارجية
- سيدني جونسون على موقع أوليمبيديا (الإنجليزية)